# Reilingen
Reilingen är en kommun och ort i Rhein-Neckar-Kreis i regionen Rhein-Neckar i Regierungsbezirk Karlsruhe i förbundslandet Baden-Württemberg i Tyskland.
Kommunen ingår i kommunalförbundet Hockenheim tillsammans med staden Hockenheim och kommunerna Altlußheim och Neulußheim.